# Great Pleasure
Great Pleasureは、元ポルノグラフィティのベーシスト、Tamaのソロデビューアルバム。
2005年12月21日にリリースされた。

## 概要
- 2004年7月にポルノグラフィティを脱退したTamaのソロデビューアルバム。
- 新型ミクスチャーインストアルバムというジャンルで、インスト曲が大半である。
- Tamaはトランペット、ベース、ギター、コーラスを担当した(一部のキーボードも)。
- 脱退直後から、ストイックなまでに製作されてきた楽曲全てが収録されている。
- 本来はベースを使い分ける予定だったが、「しっくり来た」ので全楽曲を1本のベースで収録した。
- 歌詞カードにはライナーノーツが記されている。
- 初回限定盤にはPVと特典映像が収録されたDVD付属。

## 収録曲
1. Break it Now feat.E.P.E
  - ソロデビューの記念すべき1曲目。
  - E.P.EとはSOUL'd OUTのDiggy-MO'とBro.Hiによるグループ、Emcees Premium Extra。
  - 歌詞は作者の意図により非公開となっている。
2. Drift
3. (Everywhere)ウィーゴー!!!
4. Fuzz Butterfly feat.azumi
  - Tama初の女性歌手とのコラボ曲。wyolicaのヴォーカル、azumiが参加している。
5. our Sin
  - 「解放・懺悔のイメージ」と語っている。
6. Macaroni(wes)
  - 「マカロニウェスタンっぽいね。」という一言でタイトルが決まった。
7. Smoky
8. Cannonball train
9. Desert Moon
10. 3rd クライシス
11. Break it Now(Melody Track)
  - 1曲目のインストバージョン。
12. Fuzz Butterfly(Melody Track)
  - ソロが決定してから最初にできた曲。デ・キリコの世界がイメージとなった。

作詞：Tama,Emcees Premium Extra(#1)、Tama(#2-3,#5-6)、azumi(#4,#12)、Tama Diggy-MO'&Bro.Hi(#11)

作曲：Tama(#1-12)

編曲：井上ヨシマサ(#1-3,5-7,11)、福富幸宏(#4,8-10,12)